# Torch Browser
Torch Browser (Torch (англ.) — факел) — бесплатный веб-браузер компании Torch Media Inc., созданный на базе браузера с открытым исходным кодом Chromium, с дополнительными функциями для работы с мультимедийным контентом интернета.
С 2022 года загрузка на официальном сайте Torch больше недоступна, и при нажатии кнопки загрузки пользователи перенаправляются к расширению Torch Search в Интернет-магазине Chrome.

## Особенности
- Поддерживает многие форматы медиа-файлов, не требуя наличия специальных плагинов, конвертеров и других сторонних программ.
- Встроенная функция «Торрент-клиент» — скачивание торрент-файлов на компьютер. Открывается в дополнительной вкладке. Возможность управления скоростью скачивания файлов.
- Встроенная функция «Медиа-граббер» — скачивание и сохранение аудио- и видеороликов с сайтов, в которых есть возможность прослушивать/просматривать данный контент on-line[4][5].
- Функция «Download Accelerator» — увеличение скорости закачки файлов за счёт многоканальности[5].
- Поддержка Facebook и Twitter — отправка ссылок в социальные сети с помощью кнопки «Share»[6].
- Поддержка аддонов Chromium.

## Безопасность
- Как заявляют разработчики, Torch Browser не собирает личные данные своих пользователей и не содержит рекламного программного обеспечения[7].
- Антивирус Eset NOD32 считает Торч потенциально нежелательным ПО. Даже при простом заходе на сайт браузера - например по ссылке из вики - Eset выдает грозное предупреждение. И проблема тянется аж с 2014 года. Torch Browser - false positive[8]